# 奥斯图尼
奥斯图尼（義大利語：Ostuni），是意大利布林迪西省的一个市镇。总面积223平方公里，人口32453人，人口密度145.5人/平方公里（2009年）。ISTAT代码为074012。